# بوژیدار آندریف
بوژیدار آندریف (بلغاری: Bozhidar Andreev؛ زادهٔ ۱۷ ژانویهٔ ۱۹۹۷) وزنه‌بردار اهل بلغارستان است.
وی در مسابقات کشوری و بین‌المللی در مجموع برندهٔ ۷ مدال طلا، ۲ مدال برنز شده‌است.